# Каухчишвили, Нина Михайловна
Нина Михайловна Каухчишвили (Nina Kauchtschischwili или Kaucisvili; 20 августа 1919, Берлин — 4 января 2010, Милан) — итальянский литературовед.

## Биография
Родилась в семье эмигрантов. Её отец, Михаил Каухчишвили, работал в Берлине торговым представителем Республики Грузия, получившей независимость после Октябрьской революции. Мать Нины родилась в Петербурге. Семья Каухчишвили исповедовала католицизм.
В 1940 году семья переехала в Милан. Нина поступила в Миланский католический университет по специальности «русская литература», по другим данным — на отделение романской филологии.
В 60-е годы организовала славяноведческую кафедру в Университете Бергамо и была там профессором. В 90-е годы была одним из организаторов ежегодных конференций в монастыре Бозе на тему русской духовности.
Тематика научных исследований Н. Каухчишвили — русская литература и общественная мысль, взаимосвязи русской и итальянской культуры, православие. Изучала творчество И. С. Тургенева, Андрея Белого, Матери Марии, П. А. Флоренского. Вкладом в пушкинистику стала её публикация части французского дневника Д. Фикельмон. Интересовалась семиотикой, имела научные связи с Тартуским университетом, где прочитала курс лекций.

## Основные труды
- Note sul «Gore ot uma» di Aleksandr Sergeevic Griboedov // Aevum. 1959. Vol. 32, № 1. P. 66—144.
- Silvio Pellico e la Russia. Milano, 1963. 158 p.
- L’Italia nella vita e nell’opera di P. A. Vjàzemskij. Milano, 1964. XI, 390 p.
- Il Diario di Dar’ja Fedorovna Ficquelmont. Milano, 1968. 227 p.
- L’immaginario nell’opera artistica. Milano, 1968. 87 p.
- La narrativa di Ivan Turgenev : problemi di lingua e arte. Milano, 1969. 223 p.
- I. S. Turgenev e l’Italia // Miscellanea Turgeneviana. Bergamo, 1977. P. 77—287.
- Теория имен П. А. Флоренского и древнерусский ономастикон // Русский язык за рубежом. 1992. Вып. 1. С. 84—89.
- Mat’ Marija : il cammino di una monaca. Comunità Bose, 1997. 248 p.
- Берлин — город моего прошлого // Europa Orientalis. 2003. Vol. 22, № 2. P. 21—37.
- Андрей Белый и внутренняя биография: предварительные замечания // Europa Orientalis. 2005. Vol. 24.
- Раиса Маритен и русская диаспора // Europa Orientalis. 2008. Vol. 27. P. 165—177. (Текст pdf) Архивная копия от 4 марта 2016 на Wayback Machine

## Награды
- Медаль А. С. Пушкина (1990 год, Международная ассоциация преподавателей русского языка и литературы)[6].